# Mary J. Blige
Mary Jane Blige (ur. 11 stycznia 1971 w Bronksie, Nowy Jork) – amerykańska piosenkarka R&B, autorka tekstów, raperka, modelka, producentka muzyczna i aktorka, sprzedała ponad 40 milionów swoich płyt na całym świecie.

## Życiorys
Urodziła się w Bronksie, jednym z okręgów Nowego Jorku. Jej ojciec Tom był muzykiem jazzowym. Kiedy miała cztery lata odszedł, zostawiając żonę Core z dwójką dzieci. Wtedy przenieśli się do Yonkers. Mary śpiewała w chórze kościelnym. W wieku 5 lat była wykorzystywana seksualnie przez przyjaciela rodziny. Ujawniła to dopiero w 2006 roku, w programie The Oprah Winfrey Show.

Kiedy miała 7 lat wzięła udział w konkursie talentów. Wygrała śpiewając piosenkę Respect Arethy Franklin.
W 2024 wprowadzona do Rock and Roll Hall of Fame.

## Dyskografia

### Albumy studyjne
| 1992                           | What’s the 411? - Data: 28 lipca 1992 - Wydawca: Uptown/MCA                                       | 6 | —  | 53 | —  | —   | —  | —  | —  | - RIAA: 3x platynowa płyta                        |
| 1994                           | My Life - Data: 29 listopada 1994 - Wydawca: Uptown/MCA                                           | 7 | 37 | 59 | —  | —   | —  | —  | —  | - RIAA: 3x platynowa płyta                        |
| 1997                           | Share My World - Data: 22 kwietnia 1997 - Wydawca: MCA                                            | 1 | 4  | 8  | 37 | 31  | —  | 8  | —  | - RIAA: 3x platynowa płyta - BPI: złota płyta     |
| 1999                           | Mary - Data: 17 sierpnia 1999 - Wydawca: MCA                                                      | 2 | 5  | 5  | 38 | 51  | 15 | 6  | —  | - RIAA: 2x platynowa płyta - BPI: srebrna płyta   |
| 2001                           | No More Drama - Data: 28 sierpnia 2001 - Wydawca: MCA                                             | 2 | 5  | 4  | 13 | 8   | 19 | 2  | 17 | - RIAA: 2x platynowa płyta - BPI: platynowa płyta |
| 2003                           | Love & Life - Data: 26 sierpnia 2003 - Wydawca: Geffen                                            | 1 | 6  | 8  | 21 | 18  | 13 | 3  | 49 | - RIAA: platynowa płyta - BPI: złota płyta        |
| 2005                           | The Breakthrough - Data: 20 grudnia 2005 - Wydawca: Matriarch/Geffen                              | 1 | 13 | 22 | 28 | 25  | 18 | 13 | 42 | - RIAA: 3x platynowa płyta - BPI: złota płyta     |
| 2007                           | Growing Pains - Data: 18 grudnia 2007 - Wydawca: Matriarch/Geffen                                 | 1 | 41 | 6  | 32 | 73  | 38 | 6  | 36 | - RIAA: platynowa płyta                           |
| 2009                           | Stronger with Each Tear - Data: 21 grudnia 2009 - Wydawca: Matriarch/Geffen                       | 2 | 42 | 33 | —  | —   | —  | 38 | —  | - RIAA: złota płyta                               |
| 2011                           | My Life II... The Journey Continues (Act 1) - Data: 21 listopada 2011 - Wydawca: Matriarch/Geffen | 5 | —  | 76 | 93 | 143 | —  | —  | —  |                                                   |
| 2014                           | The London Sessions - Data: 24 listopada 2014 - Wydawca: Capitol Records                          | 9 | —  | 40 | —  | 113 | —  | —  | —  |                                                   |
| 2017                           | Strength of a Woman - Data: 28 kwietnia 2017 - Wydawca: Capitol Records                           |   |    |    |    |     |    |    |    |                                                   |
| 2022                           | Good Morning Gorgeous - Data: 11 lutego 2022 - Wydawca: 300 Entertainment                         |   |    |    |    |     |    |    |    |                                                   |
| 2024                           | Gratitude - Data: 15 listopada 2024 - Wydawca: 300 Entertainment                                  |   |    |    |    |     |    |    |    |                                                   |
| "—" pozycja nie była notowana. |                                                                                                   |   |    |    |    |     |    |    |    |                                                   |

### Inne albumy
| 1993                           | What’s the 411? Remix - Data: 17 grudnia 1993 - Wydawca: Uptown/MCA                    | —  | —  | —  | —  | —  | —  | - RIAA: złota płyta |
| 1998                           | The Tour - Data: 28 lipca 1998 - Wydawca: MCA                                          | —  | —  | —  | 65 | —  | —  | - RIAA: złota płyta |
| 2000                           | Ballads - Data: 20 grudnia 2000 - Wydawca: MCA                                         | —  | —  | —  | —  | —  | —  |                     |
| 2002                           | Dance For Me - Data: 13 sierpnia 2002 - Wydawca: MCA                                   | 76 | 47 | —  | —  | —  | —  |                     |
| 2006                           | My Collection of Love Songs (Live) - Data: 1 stycznia 2006 - Wydawca: Matriarch/Geffen | —  | —  | —  | —  | —  | —  |                     |
| 2006                           | Mary J. Blige & Friends - Data: 14 listopada 2006 - Wydawca: Matriarch/Geffen          | 95 | —  | —  | —  | —  | —  |                     |
| 2006                           | Reflections – A Retrospective - Data: 12 grudnia 2006 - Wydawca: Matriarch/Geffen      | 9  | 60 | 40 | —  | 23 | 75 | - BPI: złota płyta  |
| "—" pozycja nie była notowana. |                                                                                        |    |    |    |    |    |    |                     |

### Single
| 1992                           | You Remind Me                                                                        | 29  | 1  | —  | 48 | —  | —  |
| 1992                           | Real Love                                                                            | 7   | 1  | 36 | 26 | —  | —  |
| 1992                           | Reminisce                                                                            | 57  | 6  | —  | 31 | —  | —  |
| 1992                           | Sweet Thing                                                                          | 28  | 11 | —  | —  | —  | —  |
| 1993                           | I Don't Want to Do Anything                                                          | —   | —  | —  | —  | —  | —  |
| 1993                           | Love No Limit                                                                        | 44  | 55 | —  | —  | —  | —  |
| 1994                           | My Love                                                                              | —   | 23 | —  | 29 | —  | —  |
| 1994                           | You Don't Have to Worry                                                              | 63  | 11 | —  | 36 | —  | —  |
| 1994                           | Be Happy                                                                             | 29  | 6  | —  | 30 | —  | —  |
| 1995                           | I'm Goin' Down                                                                       | 22  | 13 | —  | 12 | —  | —  |
| 1995                           | Mary Jane (All Night Long)                                                           | —   | —  | —  | —  | —  | —  |
| 1995                           | You Bring Me Joy                                                                     | 55  | 29 | 1  | —  | —  | —  |
| 1995                           | I'll Be There For You / You're All I Need To Get By (Method Man feat. Mary J. Blige) | —   | —  | —  | —  | —  | —  |
| 1996                           | I Love You                                                                           | 55  | 29 | 1  | —  | —  | —  |
| 1996                           | (You Make Me Feel) like a Natural Woman                                              | 95  | 39 | —  | 23 | —  | —  |
| 1996                           | Not Gon' Cry                                                                         | 2   | 1  | —  | 39 | —  | —  |
| 1997                           | Love Is All We Need (feat. Nas)                                                      | 43  | 5  | 1  | 15 | —  | —  |
| 1997                           | I Can Love You (feat. Lil Kim)                                                       | 28  | 2  | —  | —  | —  | —  |
| 1997                           | Everything                                                                           | 24  | 5  | —  | 6  | —  | —  |
| 1997                           | Missing You                                                                          | —   | —  | —  | —  | —  | —  |
| 1997                           | Seven Days                                                                           | 71  | 3  | —  | 22 | —  | —  |
| 1999                           | As (feat. George Michael)                                                            | —   | 57 | —  | 4  | —  | —  |
| 1999                           | All That I Can Say                                                                   | 44  | 6  | —  | 29 | —  | —  |
| 1999                           | Deep Inside (feat. Elton John)                                                       | 51  | 9  | —  | 42 | —  | —  |
| 1999                           | Your Child                                                                           | 106 | 23 | 1  | —  | —  | —  |
| 2000                           | Let No Man Put Asunder                                                               | —   | —  | —  | —  | —  | —  |
| 2000                           | Give Me You                                                                          | 68  | 21 | —  | 19 | 76 | —  |
| 2001                           | Family Affair                                                                        | 1   | 1  | —  | 8  | 10 | 1  |
| 2001                           | Dance For Me                                                                         | —   | —  | —  | 13 | —  | 82 |
| 2001                           | No More Drama                                                                        | 15  | 16 | 1  | 9  | 47 | 42 |
| 2002                           | Rainy Dayz (feat. Ja Rule)                                                           | 12  | 8  | 6  | 17 | —  | —  |
| 2003                           | Love @ 1st Sight (feat. P.Diddy)                                                     | 22  | 10 | —  | 18 | —  | —  |
| 2003                           | Ooh!                                                                                 | 26  | 14 | —  | —  | —  | —  |
| 2003                           | Hooked (feat. P.Diddy)                                                               | —   | —  | —  | —  | —  | —  |
| 2003                           | Not Today (feat. Eve)                                                                | 41  | 21 | —  | 40 | —  | 57 |
| 2003                           | Whenever I Say Your Name (feat. Sting)                                               | —   | 77 | —  | 60 | —  | —  |
| 2004                           | It's a Wrap                                                                          | —   | 71 | —  | —  | —  | —  |
| 2005                           | Be Without You                                                                       | 3   | 1  | 1  | 32 | 12 | 22 |
| 2006                           | One (feat. U2)                                                                       | 86  | —  | —  | —  | —  | 35 |
| 2006                           | Enough Cryin'                                                                        | 32  | 2  | —  | —  | 88 | —  |
| 2006                           | Take Me As I Am                                                                      | 58  | 3  | —  | —  | —  | —  |
| 2006                           | MJB Da MVP (feat. 50 Cent)                                                           | 75  | 19 | —  | 33 | —  | —  |
| 2006                           | We Ride (I See The Future)                                                           | 118 | 38 | —  | —  | 69 | —  |
| 2007                           | Reflections (I Remember)                                                             | —   | —  | —  | —  | —  | —  |
| 2007                           | Just Fine                                                                            | 22  | 3  | 1  | 16 | —  | —  |
| 2008                           | Stay Down                                                                            | —   | 34 | —  | —  | —  | —  |
| 2009                           | Don't Forget (feat. T.I.)                                                            | —   | —  | —  | —  | —  | —  |
| 2009                           | Stronger                                                                             | —   | 84 | —  | —  | —  | —  |
| 2009                           | The One (feat. Drake)                                                                | 63  | 32 | —  | —  | —  | —  |
| 2009                           | I Am                                                                                 | 55  | 4  | 3  | 34 | —  | —  |
| 2010                           | We Are The World                                                                     | —   | —  | —  | —  | —  | —  |
| "—" pozycja nie była notowana. |                                                                                      |     |    |    |    |    |    |